# Liste d'élections en 1872
Chronologie des élections
- 1868
- 1869
- 1870
- 1871
- 1872
- 1873
- 1874
- 1875
- 1876

Cet article recense les élections organisées durant l'année 1872.

## Événements politiques marquants
| Date       | État        | Événement |
| ---------- | ----------- | --- |
| 18 juillet | Royaume-Uni | Ballot act. Le secret du vote est introduit pour les élections législatives. |
| 5 décembre | Hongrie     | József Szlávy devient premier ministre après la démission de Menyhért Lónyay, accusé de corruption. Rapprochement entre le parti libéral, signataire du compromis de 1867 et le parti de l’indépendance aux élections législatives. |

## Élections nationales en 1872
Cette section concerne les élections législatives et présidentielles dans un état souverain, éventuellement fédéral, ainsi que leurs principaux référendums.
| Date                       | État          | Élection ou référendum                    | Contexte | Résultat |
| -------------------------- | ------------- | ----------------------------------------- | --- | --- |
| 1872                       | Colombie      | Présidentielle                            | | Cette section est vide, insuffisamment détaillée ou incomplète. Votre aide est la bienvenue ! Comment faire ? |
| 1872                       | Transvaal     | Présidentielle (en)                       | | Cette section est vide, insuffisamment détaillée ou incomplète. Votre aide est la bienvenue ! Comment faire ? |
| 1er janvier - 9 juin       | Argentine     | Législatives (es)                         | | Cette section est vide, insuffisamment détaillée ou incomplète. Votre aide est la bienvenue ! Comment faire ? |
| 30 janvier                 | Salvador      | Présidentielle (en)                       | | Cette section est vide, insuffisamment détaillée ou incomplète. Votre aide est la bienvenue ! Comment faire ? |
| 25 février                 | Grèce         | Élections législatives grecques de 1872   | | Cette section est vide, insuffisamment détaillée ou incomplète. Votre aide est la bienvenue ! Comment faire ? |
| Mars                       | Liechtenstein | Générales (en)                            | | Cette section est vide, insuffisamment détaillée ou incomplète. Votre aide est la bienvenue ! Comment faire ? |
| 2 avril                    | Costa Rica    | Présidentielle (es)                       | | Cette section est vide, insuffisamment détaillée ou incomplète. Votre aide est la bienvenue ! Comment faire ? |
| 3 avril                    | Espagne       | Générales                                 | | Cette section est vide, insuffisamment détaillée ou incomplète. Votre aide est la bienvenue ! Comment faire ? |
| 12 mai                     | Suisse        | Référendum (en)                           | Proposition de Constitution complètement révisée.                                                                    | Proposition rejetée. |
| 11 juin                    | Belgique      | Législatives (nl)                         | | Cette section est vide, insuffisamment détaillée ou incomplète. Votre aide est la bienvenue ! Comment faire ? |
| 11 juin                    | Luxembourg    | Législatives                              | | Cette section est vide, insuffisamment détaillée ou incomplète. Votre aide est la bienvenue ! Comment faire ? |
| 2 août                     | Pérou         | Présidentielle (en)                       | | Manuel Pardo est élu président de la République du Pérou après l’assassinat de son prédécesseur Balta (fin en 1876). Son élection met un terme à une série de coups d’État militaires. Pour la première fois, un civil est appelé à gouverner le Pérou. Les « civilistes » héritent d’une situation économique catastrophique. |
| 24 août                    | Espagne       | Générales                                 | Convaincu de fraude, Sagasta doit démissionner et céder la place à Serrano le 26 mai, puis à Ruis Zorilla le 13 juin | Cette section est vide, insuffisamment détaillée ou incomplète. Votre aide est la bienvenue ! Comment faire ? |
| 20 juillet - 12 octobre    | Canada        | Fédérales                                 | | Les conservateurs de Macdonald sont réélus avec une deuxième majorité, défaisant les libéraux et leur chef de facto Edward Blake[réf. nécessaire]. |
| 20 septembre               | Danemark      | Législatives (en)                         | | Cette section est vide, insuffisamment détaillée ou incomplète. Votre aide est la bienvenue ! Comment faire ? |
| 1er octobre                | Venezuela     | Présidentielle (es)                       | | Cette section est vide, insuffisamment détaillée ou incomplète. Votre aide est la bienvenue ! Comment faire ? |
| 13 - 28 octobre            | Mexique       | Présidentielle (es)                       | | Cette section est vide, insuffisamment détaillée ou incomplète. Votre aide est la bienvenue ! Comment faire ? |
| 27 octobre                 | Suisse        | Fédérales                                 | | Cette section est vide, insuffisamment détaillée ou incomplète. Votre aide est la bienvenue ! Comment faire ? |
| 5 novembre                 | États-Unis    | Présidentielle                            | | Cette section est vide, insuffisamment détaillée ou incomplète. Votre aide est la bienvenue ! Comment faire ? |
| 4 juin 1872 - 7 avril 1873 | États-Unis    | Législatives (chambre (en) et sénat (en)) | | Voir l'article Liste d'élections en 1873. |

## Élections en subdivisions nationales en 1872
Cette section concerne les élections législatives dans un État fédéré, une subdivision territoriale ou une colonie d'un État souverain, ainsi que leurs principaux référendums.
| Date                 | Subdivision            | État               | Élection ou référendum | Contexte | Résultat |
| -------------------- | ---------------------- | ------------------ | ---------------------- | -------- | --- |
| 1872                 | Suède                  | Suède-Norvège      | Législatives (en)      |          | Cette section est vide, insuffisamment détaillée ou incomplète. Votre aide est la bienvenue ! Comment faire ? |
| Mars                 | Suriname               | Pays-Bas           | Législatives (en)      |          | Cette section est vide, insuffisamment détaillée ou incomplète. Votre aide est la bienvenue ! Comment faire ? |
| 13 février - 28 mars | Nouvelle-Galles du Sud | Empire britannique | Coloniales (en)        |          | Cette section est vide, insuffisamment détaillée ou incomplète. Votre aide est la bienvenue ! Comment faire ? |
| 18 - 22 avril        | Bohême                 | Autriche-Hongrie   | Régionales (cs)        |          | Cette section est vide, insuffisamment détaillée ou incomplète. Votre aide est la bienvenue ! Comment faire ? |
| 12 juin - 9 juillet  | Hongrie                | Autriche-Hongrie   | Législative (en)       |          | Cette section est vide, insuffisamment détaillée ou incomplète. Votre aide est la bienvenue ! Comment faire ? |